# Wiskaczoszczur czerwonawy
Wiskaczoszczur czerwonawy (Tympanoctomys barrerae) – gatunek gryzonia z rodziny koszatniczkowatych (Octodontidae), jeden z trzech (obok żyjącego Tympanoctomys kirchnerorum i wymarłego Tympanoctomys cordubensis) przedstawicieli rodzaju wiskaczoszczur (Tympanoctomys). Endemit środkowo-zachodniej Argentyny. Występuje na półpustynnych stepach z solniskami. Jest roślinożerny, wiedzie nocny, samotniczy tryb życia. Ze względu na niewielki zasięg i specjalizację ekologiczną należy do gatunków zagrożonych.

## Nazewnictwo
Wiskaczoszczur czerwonawy wykazuje duże podobieństwo do pozostałych członków rodziny koszatniczkowatych, ale jedną z istotnych różnic w anatomii jest szczególnie rozwinięta kość bębenkowa w części skroniowej czaszki. Ta cecha została zasygnalizowana w nazwie rodzajowej (gr. tympa czyli bęben; ang. tympanic bone = kość bębenkowa). Człon „octo-” w nazwie rodzajowej odnosi się do wspólnej cechy gryzoni z rodziny Octodontidae, u których powierzchnia żucia trzonowców ma charakterystyczny kształt „ósemki”. Końcowa część nazwy to łacińskie mys, czyli „mysz”. Epitet gatunkowy barrerae został nadany dla upamiętnienia parazytologa J. M. de la Barrera – odkrywcy pchły Parapsyllus barrerai, która pasożytuje wyłącznie na tym gatunku gryzoni.
Mimo zbieżnych nazw narodowych (hiszp. rata vizcacha roja lub rata vizcacha colorada; ang. red vizcacha rat) używanych dla T. barrerae nie jest on spokrewniony z należącymi do szynszylowatych wiskaczami.
W wydanej w 2015 roku przez Muzeum i Instytut Zoologii Polskiej Akademii Nauk publikacji „Polskie nazewnictwo ssaków świata” gatunkowi nadano nazwę wiskaczoszczur czerwonawy, dla rodzaju tych gryzoni proponując nazwę wiskaczoszczur.

## Występowanie

### Rozmieszczenie geograficzne
Wiskaczoszczur czerwonawy to gatunek endemiczny, zasięg występowania obejmuje 12 stanowisk (solnisk stepowych) na obszarze prowincji Mendoza, La Pampa, Neuquén, San Juan w środkowo-zachodniej części Argentyny, na wysokości 200–1500 m n.p.m. (według innego źródła 300–1400 m n.p.m.). Prowadzi samotniczy, nocny tryb życia. Naturalnym siedliskiem tego gatunku jest suchy pustynny step, z wyschniętymi solniskami i wydmami. Naukowcy odnotowali jedynie kilka lokalizacji w których znaleźć można T. barrerae. Tak Ojeda w 1996. pisze o 7 punktach: w prowincji Mendoza terra typica (obszar typowy) – miasteczko La Paz na rzece Desaguadero), Arroyito oraz Las Catitas (wymienione trzy punkty leżą w różnych końcach tej samej równiny i dla tego są na mapie Międzynarodowej Księgi Czerwonej traktowane jako jedne wspólne miejsce występowania), Ñacuñán, Trintrica, Malargüe w prowincji Mendoza, a także w Parku Narodowym Lihué Calel w centrum geograficznym prowincji La Pampa. Później odnaleziono gatunek w okolicach Casa de Piedra na południowym zachodzie prowincji La Pampa, oraz na zachodzie tej prowincji w okolicach solniska Gran Salitral. Nowe punkty obecności wiskaczoszczurów czerwonawych były odkryte w okolicach solniska Salar de Añelo na wschodzie prowincji Neuquén oraz 900 km na północ od tego punktu w parku prowincjonalnym Ischigualasto na północnym wschodzie prowincji San Juan. W ostatnich publikacjach jest odnotowany jeszcze jeden punkt Guanacache na granicy prowincji Mendoza i San Juan.

### Siedlisko

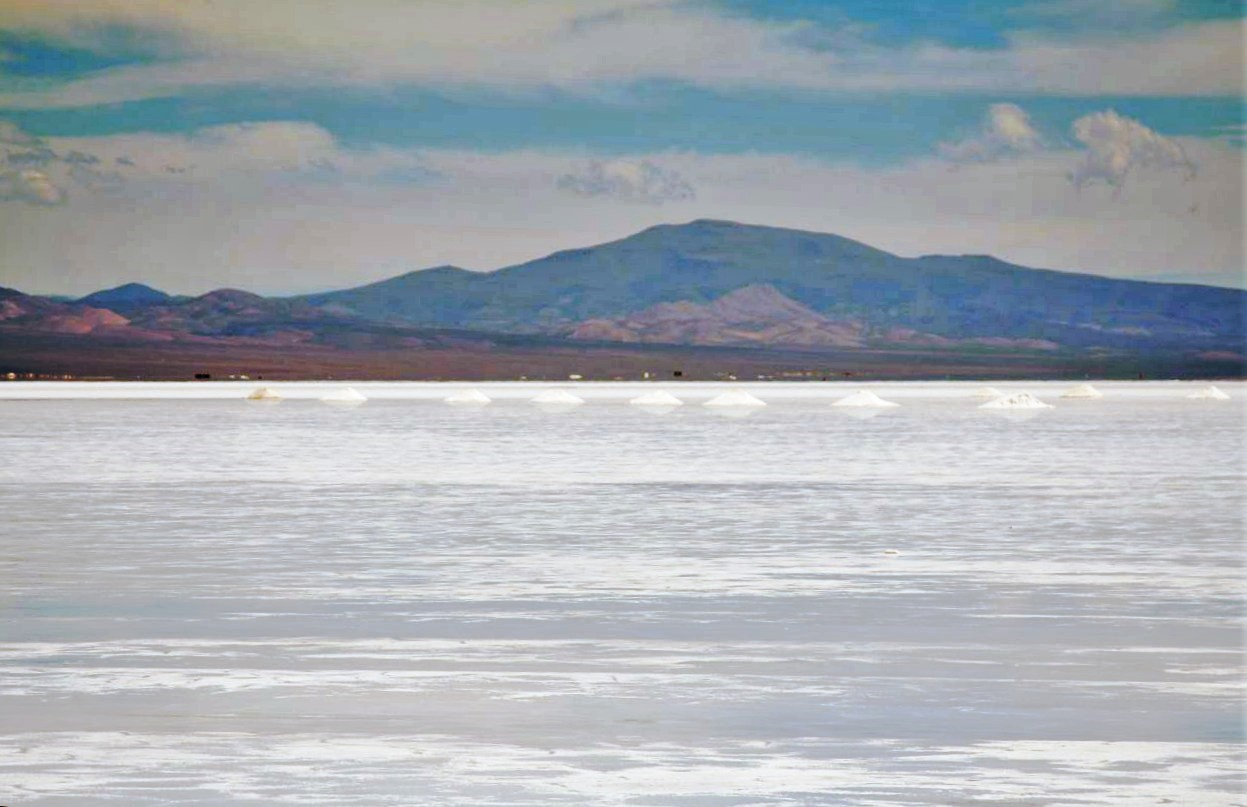
Wyschnięty basen solankowy w centralnej części Argentyny

T. barrerae zamieszkuje wyschnięte baseny solankowe i wydmy w rejonach nizinnych, budując na ich terenie kopce z rozbudowanym systemem podziemnych korytarzy. Kopce są dość rozległe. Objęte badaniami kopce koło Arroyito w prowincji Mendoza były od siebie oddalone przeciętnie o 470 m, miały średnio po 1,25 m wysokości i zajmowały teren o wymiarach 13,59 m na 8,71 m. Do wnętrza kopca prowadziło średnio 22,7 wejść. W rzeczywistości wymiary poszczególnych kopców i gęstość zabudowy nimi terenu są znacznie zróżnicowane. Ricardo Ojeda policzył, że w rejonie Arroyito średnio na 1 ha terenu przypadało statystycznie 0,007 kopca, zaś w rejonie Trintrica aż 7,31. Michael A. Mares zanotował, że każdemu głównemu kopcowi w badanym przez niego rejonie Nihuil towarzyszyła niewielka liczba mniejszych kopców. Niezależnie od wielkości i lokalizacji wnętrze każdego kopca skrywał kilkupoziomowy system korytarzy, martwych tuneli i spiżarni.

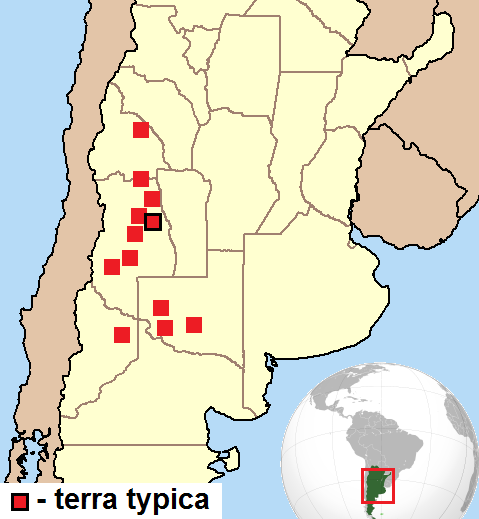
Stanowiska wiskaczoszczura czerwonawego w Argentynie, terra typica (obszar typowy) zaznaczono bloczkiem czerwono-czarnym

## Morfologia
Wiskaczoszczur czerwonawy jest gryzoniem średniej wielkości, pod względem anatomicznym bardzo podobnym do krewnych z rodziny koszatniczkowatych, szczególnie do pseudowiskacza stokowego (Octomys mimax) i koszatnika pilchowatego (Octodontomys gliroides). Jest od nich nieco mniejszy, cechuje się mniejszą czaszką i krótszymi tylnymi łapami niż pseudowiskacz stokowy. Głowę ma jednak — jak na członka rodziny przystało – stosunkowo dużą. Uszy są krótkie, porośnięte kępkami futra. Ogon jest długi – stanowi około 49-53% łącznej długości ciała – i pokryty sierścią. Na końcu ogona występuje dłuższy włos (19–25 mm) tworzący „pędzel” podobny do zakończenia ogona koszatniczki pospolitej.
Wiskaczoszczur czerwonawy ma umaszczenie jasne: w części grzbietowej beżowo-żółte, a od spodu oraz na tylnych łapach białawe. Sierść na ogonie jest w dwóch kolorach. Od strony tułowia ma barwę jasną, beżowo-żółtą, a końcówka z kępką dłuższej sierści jest rudawo-czarna.
| Część ciała                         | przedział    | wymiar średni |
| ----------------------------------- | ------------ | ------------- |
| łączna długość ciała                | 232–297 mm   | 262 mm        |
| tułów z głową                       | 125–160 mm   | 145 mm        |
| ogon                                | 93–147 mm    | 118 mm        |
| tylne łapy                          | 30–36 mm     | 34 mm         |
| uszy                                | 13–19,4 mm   | 16,3 mm       |
| najdłuższy wymiar czaszki (długość) | 36,1–40,2 mm | 37,9 mm       |
| żuchwa                              | 19,1–20,6 mm | 20 mm         |
| masa ciała                          | 52–104 g     |               |

## Genetyka
Wiskaczoszczur czerwonawy ma w każdej komórce po cztery zestawy haploidalnych chromosomów (poliploidia), a nie po dwa, jak ludzie i inne diploidalne ssaki. Jego garnitur chromosomowy tworzą 102 chromosomy (2n) i jest tetraploidalny. Kariotyp T. barrerae jest zbudowany z największej liczby par chromosomów w obrębie gromady. Naukowcy sugerują, że ten gatunek mógł powstać, gdy przodek (zapewne wspólny przodek wiskaczoszczura czerwonawego i pseudowiskacza stokowego (Octomys mimax) (liczba chromosomów 2n = 56)) podwoił liczbę chromosomów prawdopodobnie na skutek błędów mitozy lub mejozy. Wiskaczoszczur czerwonawy był pierwszym gatunkiem ssaków z tetrapolidalnym kariotypem; odkrycie tego faktu obaliło panującą pewność tego że tetraploidia jest niemożliwa u ssaków. Później tetraploidię odnotowano też u wiskaczoszczurka złocistego (również należącego do rodziny koszatniczkowatych).
T. barrerae ma największy genom spośród wszystkich współczesnych ssaków – waży 8,4 pikograma, podczas gdy średnia dla ssaków wynosi 3,37 pg.

## Tryb życia
Wiskaczoszczur czerwonawy prowadzi nocny, samotniczy tryb życia. Na 1 ha terenu statystycznie przypada tylko 0,8 osobnika.

### Rozmnażanie i rozwój
Dostępne informacje na temat rozmnażania wiskaczoszczura czerwonawego są wyjątkowo skąpe i dotyczą narodzin w warunkach hodowlanych potomstwa samic odłowionych ze skupiska w rejonie Nihuil. Młode urodziły się ślepe, a ich waga wynosiła 4g. Już po 5 dniach życia ich waga uległa podwojeniu. Obserwowane młode otworzyły oczy dnia szóstego. W dziesiątym dniu życia, nie rezygnując całkiem z mleka matki, zaczęły jeść pokarm stały. Podjęły próby obgryzania łobody (Atriplex). Samica hodowana w niewoli miała 4 mioty w ciągu  roku.

### Pokarm

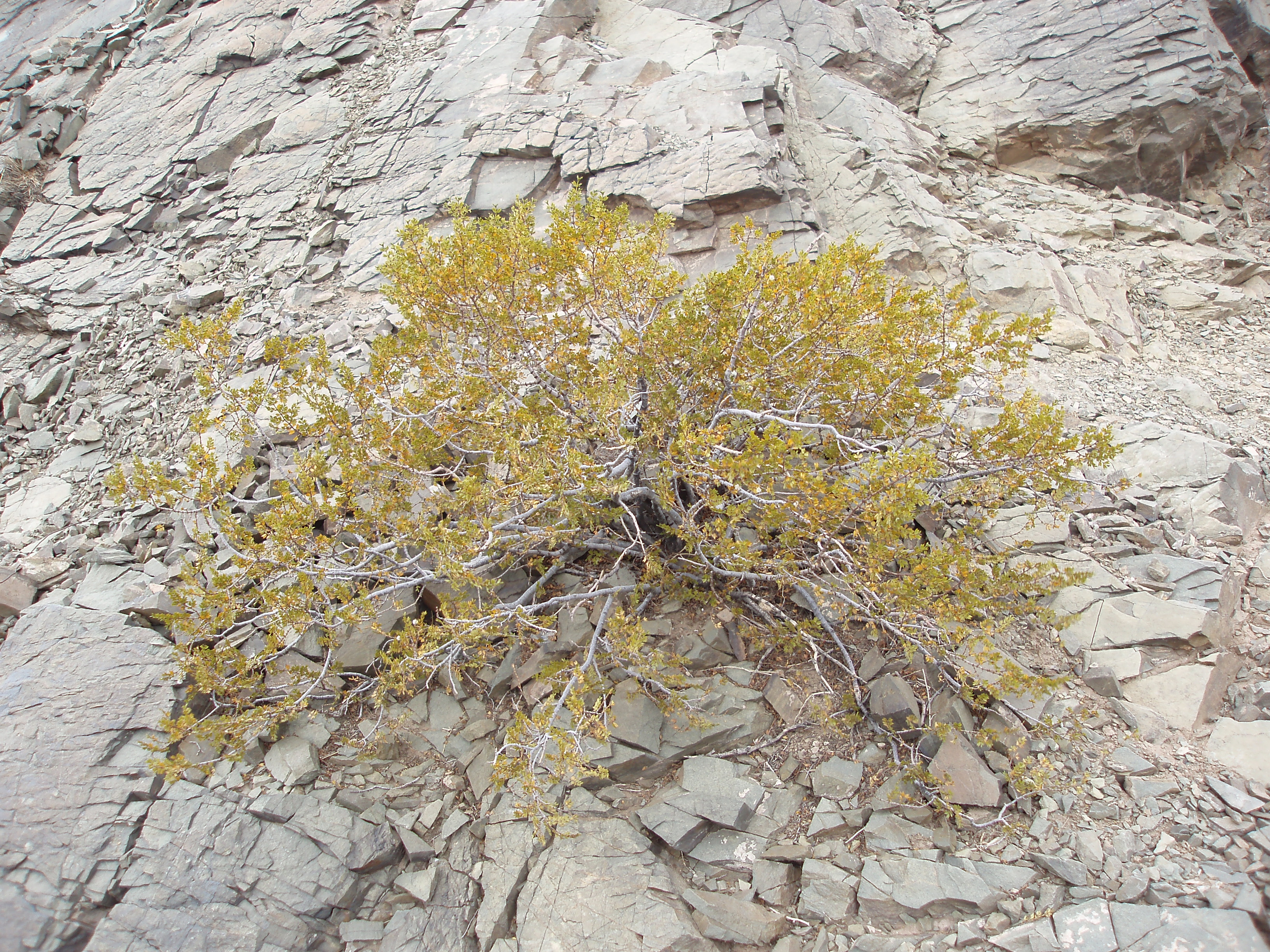
Larrea cuneifolia z rodziny parolistowatych

Podobnie jak inni przedstawiciele rodziny koszatniczkowatych jest roślinożercą, żyje jednak w specyficznym, zasolonym środowisku, porośniętym jedynie przez rośliny solniskowe. 85% badanej powierzchni terenu w Biosphere Reserve koło Nacuñán, który zamieszkuje jedna z kolonii, było porośnięte łobodą Atriplex lampa, parolistowatymi Larrea cuneifolia oraz Larrea divaricata, a także trawami: chlorynkami (Chloris), Poppophorum i babkami (Plantago). T. barrerae chętnie zjada fragmenty komosowatych: Atriplex lampa, Allenrolfea vaginata, Heterostachys ritteriana i sodówki Suaeda divaricata. Proporcje ilościowe poszczególnych roślin w menu było zróżnicowane w poszczególnych badanych koloniach. T. barrerae podobnie jak dwa inne – niespokrewnione z nim – gryzonie żyjące w podobnych, pustynnych warunkach: szczuroskoczek dłutozębny (Dipodomys microps), oraz piaskówka tłusta (Psammomys obesus) używa dolnych siekaczy do obgryzania i usuwania przed spożyciem wierzchniej warstwy roślin. T. barrerae przed zjedzeniem usuwa z powierzchni słonoroślowych łobód (Atriplex) warstwę pokrytą nalotem soli, co pozwala na zmniejszenie ilości przyjmowanych elektrolitów. W oczyszczaniu wierzchniej warstwy pożywienia pomagają mu również kępy szorstkiej sierści na pysku.

## Rola w ekosystemie
T. barrerae żyjące na terenie Argentyny koegzystują z licznymi lokalnymi ssakami: torbaczem Thylamys pusillus (z rodziny dydelfowatych), z należącymi do chomikowatych gryzoniami: Graomys griseoflavus, Eligmodontia typus, Calomys musculinus i Akodon molinae, kawiowatymi Galea musteloides, Microcavia australis czy  marą patagońską, a także z wiskaczem z rodziny szynszylowatych, oraz tukotuko mendozańskim z rodziny tukotuków. Szczegóły współzależności nie są znane.

## Zagrożenia

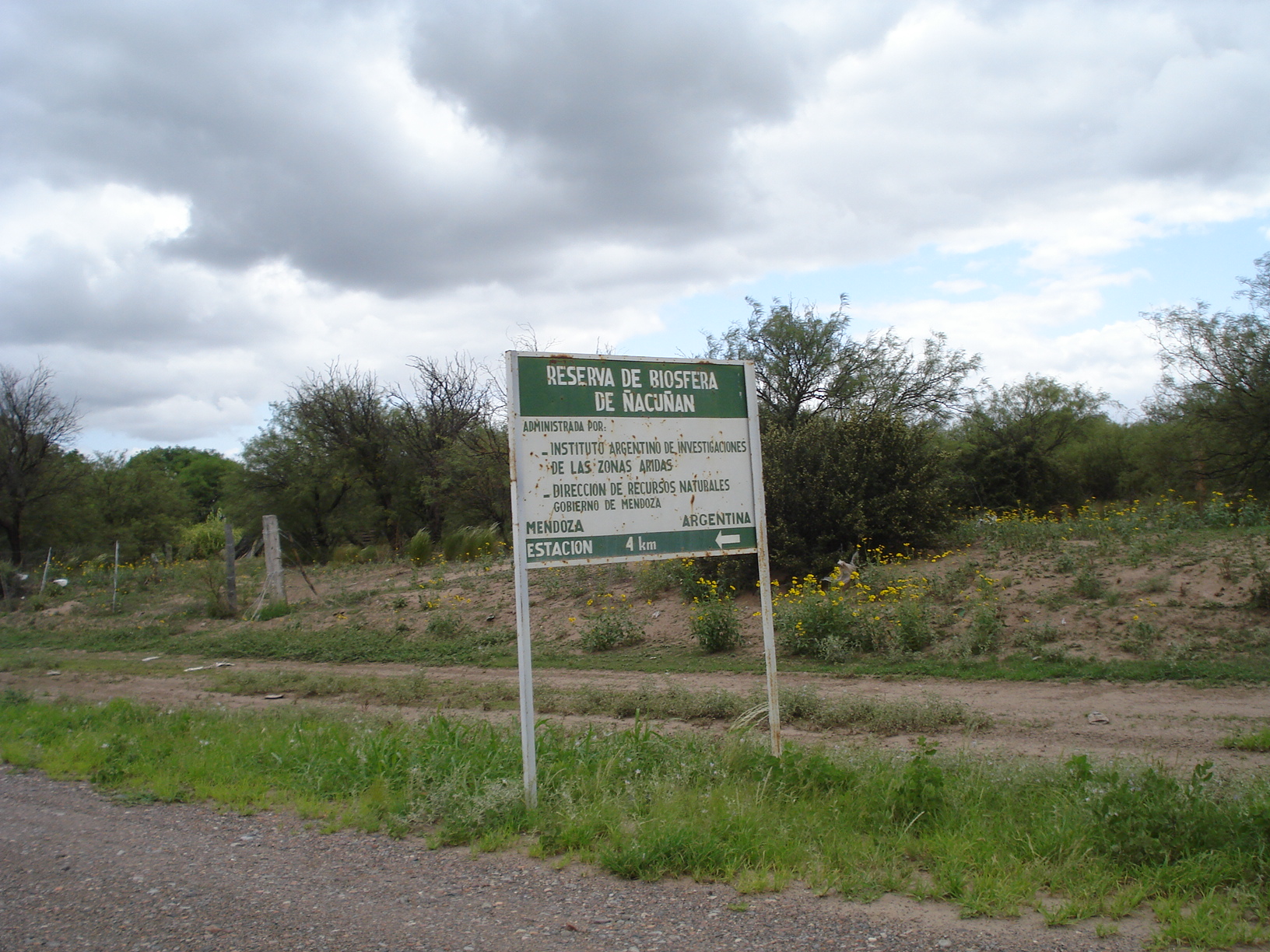
Granica Reserva de Biosfera de Ñacuñán w prowincji Mendoza – jedno z miejsc występowania T. barrerae

Zgodnie z klasyfikacją stosowaną przez Międzynarodowej Unii Ochrony Przyrody (IUCN) T. barrerae jest zaliczany do gatunków NT (bliski zagrożenia), jednak według klasyfikacji zaproponowanej przez Deborah Rabinowitz zaliczany jest do grupy najbardziej zagrożonych, obejmującej zwierzęta o bardzo ograniczonym geograficznie występowaniu, nielicznych skupiskach i specyficznym środowisku życia.
Do naturalnych wrogów T. barrerae należy płomykówka zwyczajna, w gniazdach której naukowcy znaleźli czaszki przedstawicieli tego gatunku. Do innych drapieżców polujących na T. barrerae zalicza się Bothrops neuwiedi i Bothrops ammodytoides z podrodziny grzechotnikowatych, sowy z gatunków: puchacz wirginijski i pójdźka ziemna, a także ocelota Leopardus pajeros (syn. Lynchailurus pajeros), nibylisa pampasowego (Lycalopex gymnocercus), oraz należący do rodziny łasicowatych: grizonek patagoński i grizon mniejszy.
Na T. barrerae pasożytują pchły Hectopsylla coniger i Parapsyllus barrerai.